# 刘弘杲
劉弘杲（923年—943年），十国南漢初代高祖皇帝劉龑的第十子。
南漢高祖劉龑有19子，劉弘杲为第十子。生母不詳。大有五年（932年），劉弘杲被封为循王。劉弘杲和五哥刘弘昌拥立四哥劉晟有功。为副元帅、参预政事。劉弘杲多次要求杀死谋害殇帝劉玢的凶手刘思潮，刘思潮于是诬蔑劉弘杲谋反。一天，刘弘杲正在宴客，刘思潮与谭令带领卫兵，突击而入，杀了刘弘杲。一说，刘弘杲被赐死，临死之前在佛前求来世生在百姓家。